# Přírodní park Buková hora – Chýlava
Přírodní park Buková hora – Chýlava je přírodní park v okrese Plzeň-jih, který byl vyhlášen v roce 1983. Jedná se o rozsáhlý lesní komplex na levém břehu Úslavy.
Z hlediska horninového složení podloží se jedná o zpevněné sedimenty s různorodými horninami, z geobotanického hlediska jde především o acidofilní doubravy, které jsou tvořeny duby a zvláště jeřáby, krušinami, osikami a břízami.
V minulosti se jednalo o místo těžby železné rudy, později se zde realizovala i těžba uranových rud.

## Oblast přírodního parku
V prostoru přírodního parku se nachází místní části Blovic Vlčice a Stará Huť, dále pak obce Chocenice, Ždírec, Myť, Klášter, Měcholupy a Zhůř; dále pak osady Nová Huť, Hladoměř, Harvánek, Batov, Nový Mlýn, Dubeč a zaniklá ves Chýlava. Součástí je také Národní přírodní rezervace Chejlava. Ze západu tvoří hranici parku silnice I. třídy I/20 (Jenišov - Plzeň - České Budějovice), z východu železniční trať číslo 191 (Plzeň - České Budějovice).
Nejvyšším vrcholem je Buková hora (651 m n. m.), nejnižším je osada Nová Huť u Blovic (405 m n. m.).